# Diarsenic pentoxide
Điasen pentoxide là một hợp chất vô cơ có công thức hóa học As2O5. Hợp chất này có trạng thái giống thủy tinh, có màu trắng, dễ vỡ và tương đối không ổn định, phù hợp với trạng thái số oxy hóa của As(V), hiếm khi xảy ra. Phổ biến hơn hợp chất này và có giá trị về kinh tế là hợp chất điasen triOxide (As2O3). Tất cả các hợp chất asen đều có tính độc hại cao và do đó chỉ có những lợi ích về kinh tế ít ỏi.

## Lịch sử
Paracelsus Macquer đã tìm thấy một hợp chất muối có tinh thể, và ông quyết định gọi nó là 'sel neutre asenical'. Hợp chất này được ông phát hiện trong dư lượng sau khi chưng cất axit nitric từ một hỗn hợp kali nitrat và điasen triOxide. Trước đó, Paracelsus đã đốt nóng hỗn hợp điasen triOxide và kali nitrat. Ông đã dùng thuật ngữ 'arsenicum fixum' vào cho hợp chất mới này. Khác với Macquer, A. Libavius gọi nó là 'butyrum arsenici' (bơ asen), mặc dù thuật ngữ này đã được sử dụng cho asen triclorua. Các hợp chất mới mà cả Paracelsus và Libavius tìm thấy, đều là các hợp chất kiềm của kim loại asen, không tinh khiết.

## Độc tính
Giống như tất cả các hợp chất của asen, điasen pentOxide rất độc.
Hợp chất này được phân vào loại có tính độc hại cao tại Hoa Kỳ theo quy định tại Mục 302 của Đạo luật Hoa Kỳ về Kế hoạch Khẩn cấp và Luật Công dân Cần biết (42 USC 11002) và phải tuân theo các yêu cầu báo cáo nghiêm ngặt của các cơ sở sản xuất, hoặc khi sử dụng nó với số lượng đáng kể.